# Sandvitx de pa
Un sandvitx de pa és un sandvitx on l'ingredient principal és una tercera llesca de pa torrat, normalment més prima que les exteriors, que pot estar untada amb mantega. Una recepta de 1861 proposa afegir sal i pebre al gust.
Trobem aquesta recepta inclosa en el llibre de 1861 "Book of Household Management", escrit per Isabella Beeton, qui afirma: "Aquest sandvitx es pot modificar afegint-hi una mica d'embotit, i serà un menjar molt temptador per l'apetit d'un invàlid."
La Societat Reial de Química va recrear aquest plat el novembre del 2011, gairebé 150 anys després del llibre de Isabella Beeton. La societat buscava reviure el plat durant la Recessió iniciada l'any 2008, després de calcular el baix cost de producció del sandvitx (7,5p per unitat). Va ser anomenat "El dinar més econòmic del país", i es va obrir un concurs oferint 200 £ a aquell que aconseguís crear un àpat més econòmic. Degut al gran nombre de participants, es va tancar el concurs set dies després, assignant al premi a un participant seleccionat aleatòriament.